# De inventione

De inventione est le premier traité rhétorique de Cicéron, écrit dans sa jeunesse vers 84/83 av. J.-C. C'est avec la Rhétorique à Herennius un des premiers ouvrages consacrés à cet art à avoir été rédigé en latin. Il fait la synthèse des méthodes rhétoriques élaborées par les Grecs pour l'« invention », première étape de la rédaction d'un discours. Bien que Cicéron ne le compte pas parmi ses œuvres remarquables, De inventione connaît un grand succès comme ouvrage pédagogique pour la rhétorique sous l'Empire romain et au Moyen Âge.

## Date
La date de rédaction du De inventione n'est pas connue avec précision, et n'est cernée que par déduction. Cicéron mentionne avoir écrit un traité sur la rhétorique lorsqu'il était enfant (puer) ou tout jeune homme (adulescentulus), ce qui correspond au moins à 17 ou 18 ans. Toutefois, les années 88/87 av. J.-C., au cours desquelles il avait cet âge, sont une période de troubles civils, les années 86/83 av. J.-C. sont une période de stabilité relative plus propice à la rédaction, et le retour de Sylla en Italie en 83 av. J.-C. est le début d'une guerre civile. L'ouvrage contient des passages d'allure scolaire de la période d'étude de Cicéron, peut-être des notes prises à partir de 91 av. J.-C., mais la mise en forme et la publication sont généralement datées à la fin de la période tranquille, soit 84 av. J.-C. ou 83 av. J.-C., lorsque Cicéron a 22/23 ans.

## Manuscrits sources
Le texte latin du De inventione a pu être établi grâce au nombre exceptionnel de manuscrits copiés (plus de deux cents sur la période du IXe au XIIe siècle). Ils peuvent être regroupés en deux grands familles. La première est dite les mutili (mutilés), et comporte des manuscrits anciens, pour la plupart des IXe/Xe siècle, caractérisés par deux importantes lacunes, au livre I entre les paragraphes 62 et 76,au livre II entre les paragraphes 170 et 174. Les manuscrits de la seconde famille sont complets, d'où leur désignation comme Integri, presque tous des exemplaires copiés après le début du XIe siècle. L'établissement d'un texte latin de référence a nécessité la confrontation de manuscrits de chaque famille, mutilés et complets, car les exemplaires complets, étant plus tardifs, comportent plus d'altérations induites par les transcriptions fautives ou les modifications malvenues réalisées par les copistes.

## Contenu
L'ouvrage compte deux livres, pour quatre annoncés. Selon Achard, la reprise des troubles civils en 83 av. J.-C. empêchait tout travail suivi, tandis que d'après Stroh, Cicéron aurait interrompu ce travail quand il eut l'occasion, à partir de 81 av. J.-C., de se consacrer à la vie publique comme orateur. De plus, la masse de travail requise pour un traité complet n'était pas à la portée d'un jeune homme.

### Les influences
Parmi ses sources, Cicéron dit avoir lu Aristote, qu'il cite six fois, Théophraste, Hermagoras de Temnos, qu'il cite quatre fois mais qu'il critique, et Molon de Rhodes. Ces influences restent limitées, Cicéron opère par synthèse, et formule dans certains passages deux définitions ou deux argumentations, signe qu'il se réfère à deux théories, ou qu'il ajoute son interprétation à l'enseignement habituel. De façon plus globale, Cicéron reconnait sa dette à l'égard de son maître Philon de Larissa et sa théorie de la connaissance qui privilégie le doute sur le dogmatisme, ce qui explique l'éclectisme de ses sources.
Philippe Muller souligne l'effort de latinisation des théories grecques, marqué par l’abondance des exemples romains étudiés, vingt-six cas tirés de l’histoire romaine légendaire (Horace et les Curiaces) ou récente (les Gracques), et des contentieux juridiques du forum, contre vingt épisodes empruntés à des modèles grecs.
L'ouvrage latin contemporain Rhétorique à Herennius, malgré des similitudes, n'a de l'avis général pas influencé Cicéron, les ressemblances ont probablement pour cause la fréquentation de la même école par les deux auteurs.   

### Livre I
Cicéron commence par présenter son sujet, l'éloquence, et en montrer que malgré ses inconvénients lorsqu’elle est utilisée par des hommes trop habiles, elle présente un intérêt certain dans la conduite de la vie et dans la direction des États lorsqu’elle est alliée à la sagesse philosophique (livre I, § 1-7). Il définit ensuite les grandes lignes de cette étude. Suivant l'opinion d'Aristote et contrairement à celle d'Hermagoras de Temnos, qu'il réfute, il divise la rhétorique en trois genres de discours : démonstratif, délibératif et judiciaire (livre I, § 8). Il compte cinq étapes pour l’élaboration du discours : l'invention (recherche d'arguments), la disposition (plan et classement des arguments), l'élocution (la rédaction proprement dite), la mémorisation et l'action (prononciation, débit et attitude) (livre I, § 9). Il s'étend d'abord assez longuement sur l'invention dans selon les divers types de cause : simple, complexe, fondée sur un raisonnement, s'appuyant sur un texte légal (livre I, § 10-20). Puis il l'analyse dans les six parties du plan type d'un discours : l'exorde, la narration, la division, la confirmation, la réfutation et la conclusion. 
L'exorde, également nommé proœmium, a pour fonction de capter l'auditoire, se le rendre bienveillant, attentif et apte à comprendre (livre I, § 20-23). Il existe deux sortes d'exorde, soit direct et simple (l'orateur présente directement ses objectifs), soit indirect (insinuatio, transcrit en « insinuation ») lorsque l'attitude du public n'est pas propice. Il faut alors user de détour, faire comprendre aux auditeurs qu’ils ne savent pas tout du sujet que l'on va développer (livre I, § 20-25). 
Il passe alors à la narration, c'est-à-dire à l'exposé des faits, qui doit être clair, bref et vraisemblable. On peut sauter cette étape si les adversaires ont déjà exposé les faits, ou si les auditeurs les connaissent suffisamment. On doit aussi l'éviter si l'exposé des faits risque de faire réagir vivement l'auditoire. On présentera dans ce cas les faits en les répartissant en divers points du discours, afin de pouvoir les justifier à mesure et canaliser ainsi les réactions négatives (livre I, § 27-30).
La division est rapidement traitée. Son objet est de donner les points sur lesquels l'auditoire devra apporter son attention. Elle présente le plan d'argumentation, en indiquant d'une part, les points d'accord et de désaccord avec les adversaires, d'autre part, elle dresse la liste des points que l'on va traiter. Elle doit être concise, complète et réduite à l'essentiel (livre I, § 31-33). 
Puis vient la confirmation qui consiste à établir la justesse de la cause et à la démontrer par des preuves ; après avoir donné un exposé de tous les arguments qu'on peut tirer des caractéristiques des personnes (leur genre de vie, leur condition, leurs habitudes, leur sensibilité, leur conduite, etc.) et des attributs des actes en cause, tel que le lieu, le moment, l'occasion, les possibilités  (livre I, § 34-49), il traite avec de nombreux exemples les divers types d'arguments, bâtis par analogie (livre I, § 50-56) ou par déduction (livre I, § 57-76). 
La réfutation succède à la confirmation (livre I, § 77-96). Puisant aux mêmes sources qu'elle, il réunit des exemples montrant comment peuvent être combattus les divers genres de raisonnements de l'adversaire. Enfin, après avoir expliqué pourquoi il ne suit pas le système d'Hermagoras qui admet la digression comme une des parties du discours (livre I, § 97), il traite de la conclusion, qui comprend la récapitulation du discours (livre I, § 98-100), et selon l'objectif de l'orateur, l'appel à l'indignation de l'auditoire, dont les moyens sont fournis par des lieux communs (sources d'arguments) au nombre de quinze (livre I, § 100-105), ou bien l'appel à la pitié, qui peut développer des lieux communs au nombre de seize (livre I, § 106-109).

### Livre II
La préface du second livre explique l'élaboration de la synthèse de Cicéron en l'illustrant par un parallèle avec le procédé du peintre Zeuxis : voulant représenter Hélène de Troie et donner l'idée d'une beauté parfaite, Zeuxis choisit pour modèles les cinq jeunes filles les plus belles de Crotone, parce qu'aucune ne réunissait à elle seule toutes les perfections qu'il voulut faire entrer dans son tableau. S'autorisant, dit-il, de cet exemple, il a consulté tous les traités de rhétorique depuis Aristote jusqu'aux plus récents pour leur emprunter leurs meilleurs préceptes. Guy Achard est toutefois sceptique sur cette affirmation de totale exhaustivité, une déclaration conventionnelle qu’il retrouve aussi dans la Rhétorique à Herennius, publiée à la même époque : il paraît en effet peu probable que Cicéron, encore jeune homme, ait pu étudier à fond toutes les doctrines.
Entrant alors en matière, Cicéron se propose de déterminer la nature des lieux communs qui conviennent à la confirmation et à la réfutation dans tous les genres de causes. Ce n'est plus, comme dans le premier livre qui traitait déjà de ces deux parties du discours, l'exposé de la démarche d'argumentation et de la manière de faire valoir les raisons ; il prend maintenant pour objet d'étude le fond des choses, les raisons mêmes que chaque cause peut offrir.
Naturellement il commence par le genre judiciaire, le plus couramment pratiqué à son époque. Il examine tout d'abord la cause conjecturale où l'accusateur et le défenseur ont à discuter du motif de l'action incriminée ou du caractère de celui qui en est accusé ou du fait même. Il passe en revue toutes les conjectures tirées de ces trois sources (livre II, § 14-51). Il soumet au même examen la cause légale, question de définition (livre II, § 52-56) ou de récusation (livre II, § 57-61), où sont recherchés les motifs juridiques pour décliner soit la compétence du tribunal, soit celle de l'accusateur, soit la légalité des poursuites (livre II, § 62-68). Il poursuit avec l'alternative, cas pour lequel un acte indéfendable est justifié par un motif admissible (livre II, § 72-78), le transfert de responsabilité (livre II, § 78-86), le rejet de la responsabilité  (livre II, § 86-94) et l'aveu (livre II, § 94-109). Il inclut les demandes de récompenses dans le genre judiciaire, dans le cas où elles sont formulées devant un tribunal (livre II, § 110-115). Il termine par certaines questions qui peuvent être comprises dans les trois sortes de causes du genre judiciaire, telles que la controverse sur un texte, en cas de doute induit par l’ambiguïté des termes (livre II, § 116-121), ou par la contradiction entre la lettre du texte et l’esprit qui a présidé à sa rédaction (livre II, § 122-143), ou encore en cas de contradiction entre ce texte et d’autres (livre II, § 144-154). 
Il passe alors au discours délibératif et au discours démonstratif qui, selon lui, ont pour but, l'un ce qui est utile (utile) et ce qui est moral (honestum, souvent directement traduit par honnête), et l'autre l’honestum seul. Il étudie ces deux mobiles avec les arguments fondés sur l’aspect moral seul (livre II, § 159-165), sur l’aspect moral et l’utile (livre II, § 166-168), sur l’utile seul (livre II, § 168-169). Dans l'étude de ces deux mobiles, il expose des théories conformes à celles qu'il développera plus tard dans son traité Des Devoirs ; il y joint des considérations sur les lieux communs tirés de la nécessité  (livre II, § 170-175) et des circonstances  (livre II, § 176), qui influent aussi sur la conduite des hommes. Il traite brièvement le discours démonstratif également dit épidictique, qui comprend l'éloge ou bien le blâme (livre II, § 176-178). 
Après avoir épuisé tout ce qu'il avait à dire sur l'invention, il met fin à ce second livre en renvoyant les autres parties de la rhétorique à des livres suivants, que nous ne possédons pas, et qui probablement n'ont jamais été publiés (livre II, § 178).

## Postérité
La mise en pratique des règles énoncées par Cicéron dans le De inventione s’observe dès la première plaidoirie qu’il publie en 81 av. J.-C., le Pro Quinctio : les parties du discours sont nettement séparés, l’exorde, la récapitulation et la conclusion mettent en œuvre les arguments et les lieux préconisés.
Toutefois, Cicéron semble regretter cette publication précoce et quelque peu scolaire, qu'il critique trente ans plus tard dans le De oratore, également consacré à l'art rhétorique, et qu'il qualifie d', ou encore « cet écrit schématique et brut s'est échappé de mes notes personnelles pour s'étaler en public ». Enfin, lorsque Cicéron dresse la liste de ses ouvrages sur l'art oratoire, il cite le De oratore, le Brutus et l'Orator ad Brutum et omet le De inventione. Pour Stroh, ces avis sont surtout exprimés pour mettre en valeur le De oratore, car Cicéron a rédigé son De inventione non comme un brouillon, mais dans une prose soignée, usant de tournures périodiques comme on n'en avait pas vu avant en latin.  
Malgré cette auto-dépréciation de son auteur, l'ouvrage bénéficie sous l'Empire d'une notoriété considérable : Quintilien et Priscien le citent. Au IVe siècle, le grammairien Marius Victorinus rédige un commentaire sur le De inventione, découvert dans les années 1930 sur un manuscrit du XIe siècle archivé au Vatican .
Au Moyen Âge, le texte est commenté par Alcuin au VIIIe siècle puis par Thierry de Chartres au XIIe siècle. La rhétorique est une des branches du Trivium médiéval, un enseignement qui s'appuie essentiellement sur trois traités pédagogiques antiques, le De inventione de Cicéron, la Rhétorique à Herennius, qui lui est attribué, et l'Institution oratoire de Quintilien, ce qui assure une large diffusion au De inventione. Copié dans tous les scriptoria, le De inventione est avec plus de deux cents manuscrits l'ouvrage le plus diffusé en Occident aux XIe et XIIe siècles. Il figure dans les programmes scolaires des collèges et des universités jusqu'à la fin du XVIIIe siècle.

### Traductions
- Cicéron, De l'invention oratoire, trad. de Liez sous la direction de M. Nisard, Paris, 1891, lire en ligne
- (fr + la) Cicéron (trad. du latin par Guy Achard), De l'invention, Paris, Les Belles Lettres, 1994, 244 p. (ISBN 2-251-01381-4)
  - Knecht Daniel, compte-rendu de lecture de la traduction de Guy Achard, In L'antiquité classique, Tome 65, 1996. p. 324-325

### Ouvrages généraux
- Françoise Desbordes, La Rhétorique antique, Hachette supérieur, Paris, 1996.
- Philippe Muller, Cicéron : un philosophe pour notre temps, Lausanne, L'Âge d'homme, 1990, 316 p. (ISBN 2-8251-0033-1, lire en ligne)
- Laurent Pernot, La Rhétorique dans l'Antiquité, Paris, Librairie Générale Française, coll. « Le Livre de poche / Antiquité », 2000, 351 p. (ISBN 2-253-90553-4)
- Wilfried Stroh (trad. de l'allemand par Sylvain Bluntz), La puissance du discours. Une petite histoire de la rhétorique dans la Grèce antique et à Rome, Paris, Les Belles Lettres, 2010, 514 p. (ISBN 978-2-251-34604-5)